# Aquilaria brachyantha
Aquilaria brachyantha is een soort uit de peperboompjesfamilie (Thymelaeaceae). Het is een groenblijvende kleine boom of struik die tot 2 meter hoog kan worden. De boom levert het aangenaam geurende en harsrijke agarhout. De zeer aromatische hars ontstaat na infectie met een schimmel, wat ook bij andere soorten uit het geslacht Aquilaria het geval is. De soort staat op de Rode Lijst van de IUCN geklasseerd als 'onzeker'.
De soort komt voor in de Filipijnen, op het eiland Luzon. Hij groeit daar in dichte oerbossen op lagere hoogtes. 
Uit het hout van de boom wordt een wierook verkregen met geneeskrachtige werkingen. Daarnaast is het kernhout een bron van etherische oliën en wierook, die gebruikt worden in boeddhistische, hindoeïstische en confucianistische ceremonies. Verder wordt de etherische olie ook gebruikt in luxe Oriëntaalse parfums. De zilverwitte binnenbast wordt gebruikt voor het maken van touwen en stoffen.